# Borolia tacuna
Borolia tacuna là một loài bướm đêm trong họ Noctuidae.